# Emirates Airline
Emirates (arabă طَيَران الإمارات) este o companie aeriană cu sediul în Emiratele Arabe Unite, subsidiară a The Emirates Group. Emirates este deținută în întregime de Guvernul Dubaiului direct sub Investment Corporation of Dubai. Este, de asemenea, cea mai mare companie aeriană din Orientul Mijlociu, efectuând peste 3.600 de zboruri pe săptămână de la hub-ul său de la Terminal 3 al Dubai International Airport înainte de pandemia COVID-19.
La mijlocul anilor 1980, Gulf Air a început să-și reducă serviciile către Dubai. Drept urmare, Emirates a fost concepută în martie 1985, cu sprijinul familiei regale a Dubaiului. Pakistan International Airlines a furnizat două dintre primele aeronave ale companiei aeriene în închiriere.
Începând cu prima cursă de bărci cu motor organizată în Dubai în 1987, Emirates sponsorizează diverse echipe și evenimente sportive, de la fotbal și tenis la sporturi cu motor și curse de cai.

## Destinatii
În martie 2021, Emirates operează în 161 de destinații în 85 de țări de pe șase continente, de la hub-ul său din Dubai.
- Africa

Abidjan, Accra, Addis Abeba, Alger, Cairo, Cape Town, Casablanca, Conakry, Dakar, Dar es Salaam, Djibouti (marfă), Durban, Eldoret (marfă), Entebbe, Harare, Johannesburg, Khartoum, Lagos, Lilongwe (marfă) , Luanda, Lusaka, Mauritius, Nairobi, Seychelles, Tripoli, Tunis
- America

Boston,[10] Buenos Aires, Campinas (marfă), Chicago (marfă), Dallas/Fort Worth, Houston, Los Angeles, New York, Newark, Orlando, Rio de Janeiro, San Francisco, São Paulo, Seattle, Toronto, Washington — Dulles
- Asia

Ahmedabad, Almaty (marfă), Amman, Bagdad, Bahrain, Bangalore, Bangkok, Basra, Beijing, Beirut, Chennai, Chittagong (marfă), Clark, Cochin, Colombo, Dammam, Delhi, Dhahran, Dhaka, Dubai, Erbil, Guangzhou, Hanoi, Ho Chi Minh City, Hong Kong, Hyderabad, Islamabad, Jakarta, Jeddah, Kabul, Karachi, Kolkata, Kozhikode, Kuala Lumpur, Kuweit City, Lahore, Maldive, Manila, Medina, Mumbai, Muscat, Osaka, Peshawar, Phuket, Riad, Sana'a, Seul, Shanghai, Sialkot, Singapore, Taipei, Teheran, Tokyo, Thiruvanathapuram
- Europa

Amsterdam, Atena, Barcelona, Birmingham, Copenhaga, Dublin, Düsseldorf, Frankfurt, Geneva, Glasgow, Göteborg (marfa), Hamburg, Istanbul, Kiev, Larnaca, Lisabona, Londra, Lyon, Madrid, Malta, Manchester, Milano, Moscova, Munchen , Newcastle, Nisa, Paris, Praga, Roma, Sankt Petersburg, Stockholm, Veneția, Viena, Varșovia, Zaragoza (marfă), Zurich
- Oceania

Adelaide, Auckland, Brisbane, Christchurch, Melbourne, Perth, Sydney

## Avioane
Emirates este cel mai mare operator A380-800 și B777-300ER.
La 28 iulie 2008, Emirates a primit primul său Airbus A380-800, iar în august 2008 a devenit a doua companie aeriană care operează A380-800, după Singapore Airlines .
Emirates este cel mai mare operator al A380, al 100-lea său A380 a fost livrat în octombrie 2017. În plus, compania aeriană avea alte 41 de A380 la comandă, ceea ce ar fi adus numărul de A380 în serviciu la 142. 100-200 Airbus A380 dacă superjumboul cu patru motoare ar fi fost renovat cu motoare mai eficiente din punct de vedere al consumului de combustibil. 
A380-urile Emirates erau inițial toate alimentate de motoare Engine Alliance GP7200. Într-o tranzacție în valoare de 9,2 miliarde de dolari, Rolls Royce a anunțat în aprilie 2015 că va furniza motoare pentru 50 de noi Airbus A380 (denumite A380CEO), prima livrare fiind programată pentru mijlocul anului 2016. Pe 29 decembrie 2016, primul Rolls al Emirates A380 propulsat de Royce a aterizat pe aeroportul din Dubai. Emirates și-a lansat planul de pensionare A380, care va vedea tipul să rămână în funcțiune până cel puțin în 2035.
La 23 februarie 2020, Emirates și-a retras primul Airbus A380 după aproape 12 ani de serviciu. 

### Flota
Începând cu ianuarie 2020, flota principală a Emirates este formată din următoarele avioane:
| Avion            | Numar | Locuri | Locuri | Locuri | Locuri |
| Avion            | Numar | F      | B      | E      | Total  |
| ---------------- | ----- | ------ | ------ | ------ | ------ |
| Airbus A380-800  | 117   | 14     | 76     | 399    | 489    |
| Airbus A380-800  | 117   | 14     | 76     | 401    | 491    |
| Airbus A380-800  | 117   | 14     | 76     | 426    | 516    |
| Airbus A380-800  | 117   | 14     | 76     | 427    | 517    |
| Airbus A380-800  | 117   | 14     | 76     | 429    | 519    |
| Airbus A380-800  | 117   | —      | 58     | 557    | 615    |
| Boeing 777-200LR | 10    | —      | 38     | 264    | 302    |
| Boeing 777-300ER | 127   | 8      | 42     | 304    | 354    |
| Boeing 777-300ER | 127   | 8      | 42     | 306    | 356    |
| Boeing 777-300ER | 127   | 8      | 42     | 310    | 360    |
| Boeing 777-300ER | 127   | 6      | 42     | 306    | 354    |
| Boeing 777-300ER | 127   | —      | 42     | 386    | 428    |
| Total            | 265   |        |        |        |        |

Începând cu ianuarie 2020, flota principală a Emirates este formată dintr-un avion Airbus ACJ319.

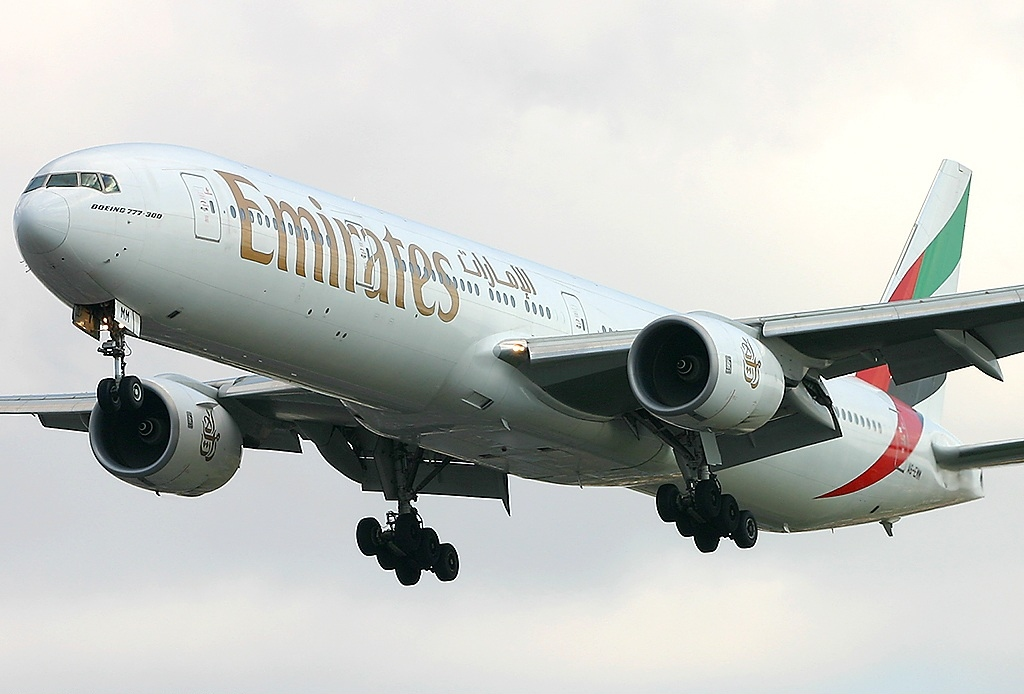
Boeing 777-31H
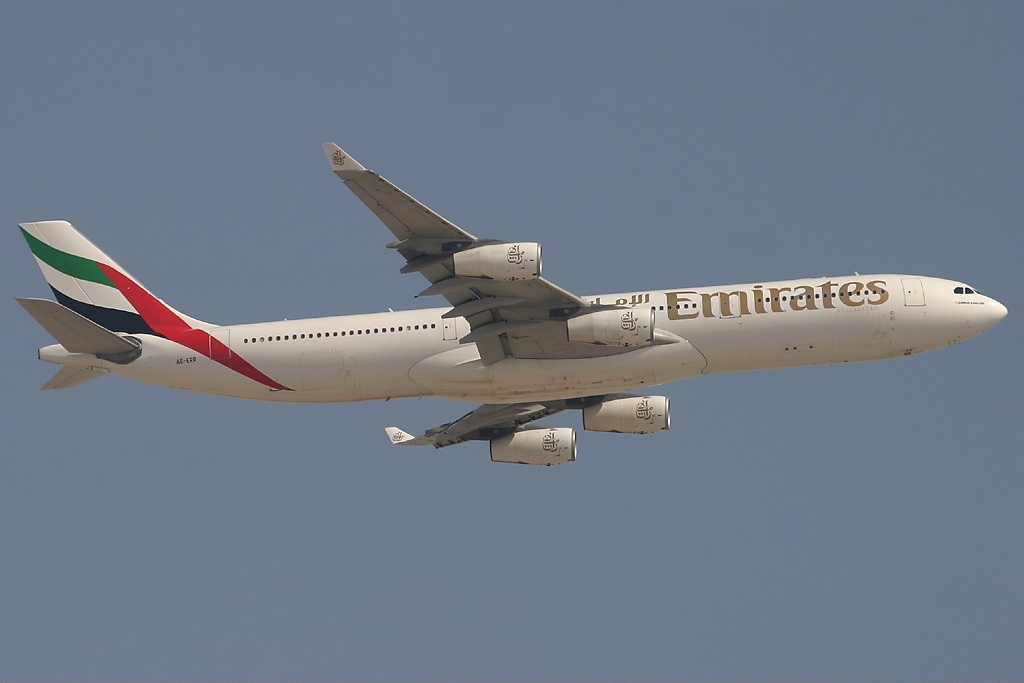
Airbus A340-313X
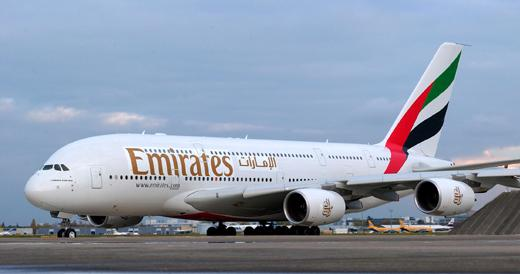
Airbus A380